# Heinrich al XXIV-lea, Prinț Reuss de Greiz
Heinrich al XXIV-lea, Prinț Reuss de Greiz (germană Heinrich XXIV Fürst Reuß zu Greiz; 20 martie 1878 – 13 octombrie 1927) a fost ultimul prinț suveran Reuss de Greiz din 1902 până în 1918. Apoi a devenit șeful casei Reuss de Greiz care s-a stins la moartea sa, în 1927.

## Biografie
Heinrich al XXIV-lea s-a născut la Greiz, în principatul de Reuss-Greiz și a fost singurul fiu al lui Heinrich al XXII-lea, Prinț Reuss de Greiz și a soției acestuia, Ida de Schaumburg-Lippe. După decesul tatălui său, la 19 aprilie 1902, Heinrich al XXIV-lea îi succede ca Prinț Reuss de Greiz.
Din cauza dizabilității sale fizice și mentale, ca rezultat al unui accident în copilărie, guvernarea principatului a fost asigurată de un văr îndepărtat al tatălui său, Heinrich al XIV-lea, Prinț Reuss, care a servit ca regent din 1902 până la moartea sa în 1913; regența a fost continuată apoi de succesorul lui Heinrich al XIV-lea, Heinrich al XXVII-lea, până la abolirea monarhiilor germane în 1918.
1. ↑  Katalog der Deutschen Nationalbibliothek, accesat în 17 iulie 2021